# كينت إي. كيلر
كينت إي. كيلر (بالإنجليزية: Kent E. Keller)‏ هو محامي وسياسي أمريكي، ولد في 4 يونيو 1867 في كامبل هيل في الولايات المتحدة، وتوفي في 3 سبتمبر 1954 في أفا في الولايات المتحدة. نشط حزبياً في الحزب الديمقراطي. وقد انتخب عضو مجلس النواب الأمريكي.